# 1994年のフェアチャイルド空軍基地でのB-52機の墜落事故

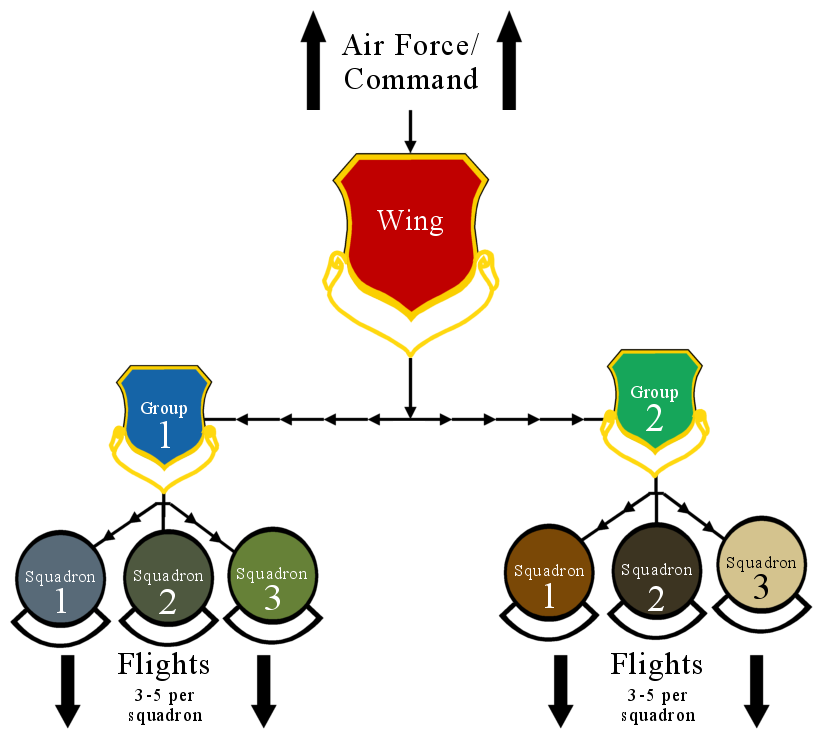
指揮命令系統におけるアメリカ空軍の航空団（wing）、航空群（group）、飛行隊（squadron）の基本構成

1994年のフェアチャイルド空軍基地でのB-52機の墜落事故は、1994年6月24日にアメリカ合衆国・ワシントン州のフェアチャイルド空軍基地で発生したボーイング B-52爆撃機の墜落事故。
機長のアーサー・「バド」・ホランド中佐が機体の運用限界を超えた操縦をしたため制御不能となり失速墜落した。ホランド中佐他3名のアメリカ空軍（USAF）の搭乗員が死亡する惨事となった。墜落の模様はビデオに記録され、世界中のニュース番組で繰り返し放映された。
その後の事故調査では墜落に至った一連の事象は主にホランド中佐の人柄と素行、ホランド中佐が関わった以前の事件に対するUSAF幹部の対応の遅れや不適切な対応、事故機の最後の飛行中の一連の出来事という3つの要素に起因していると結論付けた。この墜落事故は軍事と民間双方の航空業界でクルー・リソース・マネジメント教育でケーススタディーとして使用されている。また、アメリカ軍では航空安全に関する訓練期間中にしばしば安全規則遵守と安全手順に背いた者への矯正の重要性の一例として扱われている。

## 墜落
現地時間の1994年6月24日7時30分（太平洋標準時）、フェアチャイルド空軍基地に配置されたUSAFのB-52H爆撃機の搭乗員は、航空ショーでの展示飛行の準備を行っていた。搭乗員はパイロットのアーサー・「バド」・ホランド中佐（Arthur "Bud" Holland：46歳）、マーク・マクギーハン中佐（Mark McGeehan：38歳）、ロバート・ウルフ大佐（Robert Wolff：46歳）と兵装士官/レーダー航法士のケン・ヒューストン中佐（Ken Huston：41歳）で構成されていた。
ホランドがこの飛行での機長、マクギーハンが副操縦士、ウルフが安全監督官（safety observer）を任されていた。ホランドは第92爆撃航空団の標準化/評価部門（Standardization and Evaluation branch）の責任者、マクギーハンは第325爆撃飛行隊の指揮官、ウルフは第92爆撃航空団の副航空団長、ヒューストンは第325爆撃飛行隊の作戦士官（operations officer）であった。
この飛行の演目計画は、低高度航過、60°バンク旋回、急上昇、フェアチャイルド基地の23滑走路でのタッチアンドゴーといった一連の機動を盛り込むことを求めていた。この飛行はウルフの「引退飛行」（"fini flight"）でもあった。これは引退するUSAFの航空要員が最後の飛行の直後に飛行場で親戚、友人、同僚たちに出迎えられて水を浴びせかけられるという伝統的な慣習であった。このためにウルフの妻と多くの近しい友人たちがこの飛行の観覧と飛行後の記念行事への参加のために飛行場に来ていた。マクギーハンの妻と2人の幼い息子は、近くにあるマクギーハンが居住する宿舎の裏庭からこの飛行を見ていた。
コールサイン Czar 52のB-52機は13時58分に離陸し、ほぼ全ての演目を終了していた。展示飛行の最終演目である23滑走路でのタッチアンドゴーの実施を準備していた時に当該機は着陸直後のKC-135機が滑走路上にいたため着陸復行を指示された。約250 feet (75 m) の対地高度 (above ground level, AGL)を維持してホランドは管制塔に無線で360°左旋回実施の許可を要請し、これは直ぐに了承された。
B-52機は、滑走路の中間地点辺りを始点として管制塔を回る360°左旋回を始めた。管制塔の直ぐ背後には飛行制限区域があり、これは伝えられるところによれば、核兵器の貯蔵施設があるためであった。どうやら飛行制限区域の航過を避けるためにホランドは250-foot (75 m) AGLという低い高度のまま非常に深く急なバンク旋回で飛行した。14時16分、360°旋回のおおよそ3/4まできたところで機体のバンク角は90°を越え、急速に降下、送電線を切断して地面に激突、爆発して4名の搭乗員は死亡した。
副操縦士のマクギーハンは射出座席に座っていたが、検死報告によると「激突の瞬間に不十分な射出」が行われただけで、これにはマクギーハンが機外へ脱出したかどうかは述べられていない。ヒューストンも射出座席に座っていたが、検死報告では「射出手順を開始していなかった」と述べていた。ウルフは、射出機能を持たない座席に座っていた。地上での負傷者は出なかった。

## 事故調査

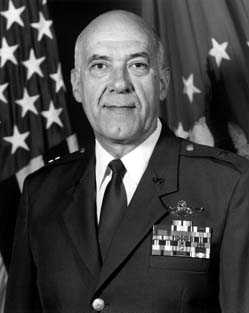
墜落事故の安全調査委員会を率いたオリン・L・ゴドシー米空軍准将。

USAFは即座に空軍の安全主任担当官であるオリン・L・ゴドシー准将（Orin L. Godsey）の下に安全調査委員会を招集した。同委員会は1994年8月10日に墜落事故の調査報告書を発行した。最終の事故評価報告書は1995年1月31日に発行された。USAFの調査報告書はアメリカ国防総省関係者のみに配布され、一般公開はされなかった。事故調査委員会は1995年に「AFR 110-14調査報告書」と呼ばれる別の報告書を発行した。USAFの調査報告書とは異なりAFR 110-14調査報告書は一般公開用に発行されたものであった。
AFR 110-14調査報告書は実際の墜落までの過程、バド・ホランド機長の人柄と以前の素行、ホランド機長に対する空軍幹部の監督と適切な対応の欠如、演目の計画と実施、その他の環境や人的要素といった墜落に至った幾つかの要素を指摘していた。

### 墜落の過程

旋回時失速の図解。飛行機（黒のシルエット）を後ろあるいは前から見ている。急旋回時には、遠心力（赤）と重力（青）の合力（紫）に釣り合うように、より大きな揚力（緑）が必要となる。水平飛行時であれば飛行速度の低下が失速を招くが、旋回中にはたとえ飛行速度を低下させず一定に保っていたとしても、揚力を増そうと迎角を大きくしていき、ある角度（失速角）を超えた時点で翼面上の流れが大きく剥離し、揚力が急減（失速）する。

事故調査は事故機のB-52が管制塔回りの最後の旋回に入った時の指示対気速度 (IAS)が182 ノット (337 km/h, 209 mph)であったことに気付いた。旋回を始めた後にホランド機長がエンジン出力を増加させたが、当機のジェットエンジンはスロットルレバーの動きに反応するまでに最大8秒間を要するものであったため、対気速度を維持するには遅すぎた。対気速度計が乗員4名全員の座席に備わっていたにもかかわらず対気速度は減少するままにまかされ、激突の8秒前にはIASは145 ノット (269 km/h, 167 mph)まで低下し、バンク角度は60°以上にまで増加していた。この時点でホランド機長かマクギーハン副操縦士が右スポイラーを全開、右方向舵をあて、昇降舵で機首上げ操作を行い、機体は旋回時失速（accelerated stallと呼ばれることも）に陥った。これは、旋回の影響で設計上の失速速度（直進水平飛行を想定したもの）よりも高い速度で失速する現象である（図を参照）。バンク角度が60°かそれ以上だったため、この事故機のその瞬間の失速速度は147 ノット (272 km/h, 169 mph)であった。それ故にIASで145 ノット (269 km/h, 167 mph)で飛行する機体は、回復操作のための十分な高度もないままに失速し、地面に激突した。

### ホランドの以前の素行と空軍幹部の対応
事故調査委員会は、事故発生に多大なる影響を与えたバド・ホランドの人柄について指摘していた。アメリカ空軍の人事部は、ホランドにはしばしば飛行安全やその他の規則を破る勇猛果敢なパイロットであるという評判が流布していたことを証言した。この規則破りには最低安全高度以下での飛行、制限角度を越えたバンクの実施、制限上昇率以上での上昇といったものが含まれていた。
以前の事件は、1991年にホランドが娘の出場するソフトボールの試合会場上空をB-52で飛行するというものであった。最初高度2,500 feet (760 m) AGLでホランドは機体を65°のバンクに入れ、円を描いた。ある目撃者は、この機動の間に機首は下がり続け、バンク角度は80°にまで増加した飛行のことを「死の螺旋」（"death spiral"）と評した。1,000 feet (300 m)の高度を失ったところでホランドは機体の制御を取り戻すことができた。
1991年5月19日にフェアチャイルド空軍基地で開催された航空ショーでホランドは、展示飛行を行うB-52機の機長であった。ホランドの操縦する機体は、バンク角やピッチ角の限界を越えた飛行、航空ショーの観客の頭上の飛行、おそらく高度制限違反といった幾つかの安全規則違反を犯した。基地と航空団の司令官であるアーン・ワインマン大佐（Arne Weinman）がスタッフと共にこの展示飛行を見ていたが何の対処もとらなかったらしい。
1991年7月12日にフェアチャイルド空軍基地での第325爆撃飛行隊の指揮官交代式典中の「フライオーバー」をホランド操縦のB-52が行った。練習と本番のフライオーバーの双方でホランドの機は規定の最低高度を優に下回る高度100 feet (30 m)以下を飛行し、45°を越える急なバンク旋回を行い、ピッチ角度の制限を越えてウイングオーバーまでやってのけた。ウイングオーバーは明確に禁止されている機動ではないが、機体に負担をかけるので推奨されてはいなかった。このフライオーバーを見た後ワインマン大佐と作戦副指揮官であるジュリック大佐（Julich）はホランドに口頭で警告したが正式な処分はしなかった。

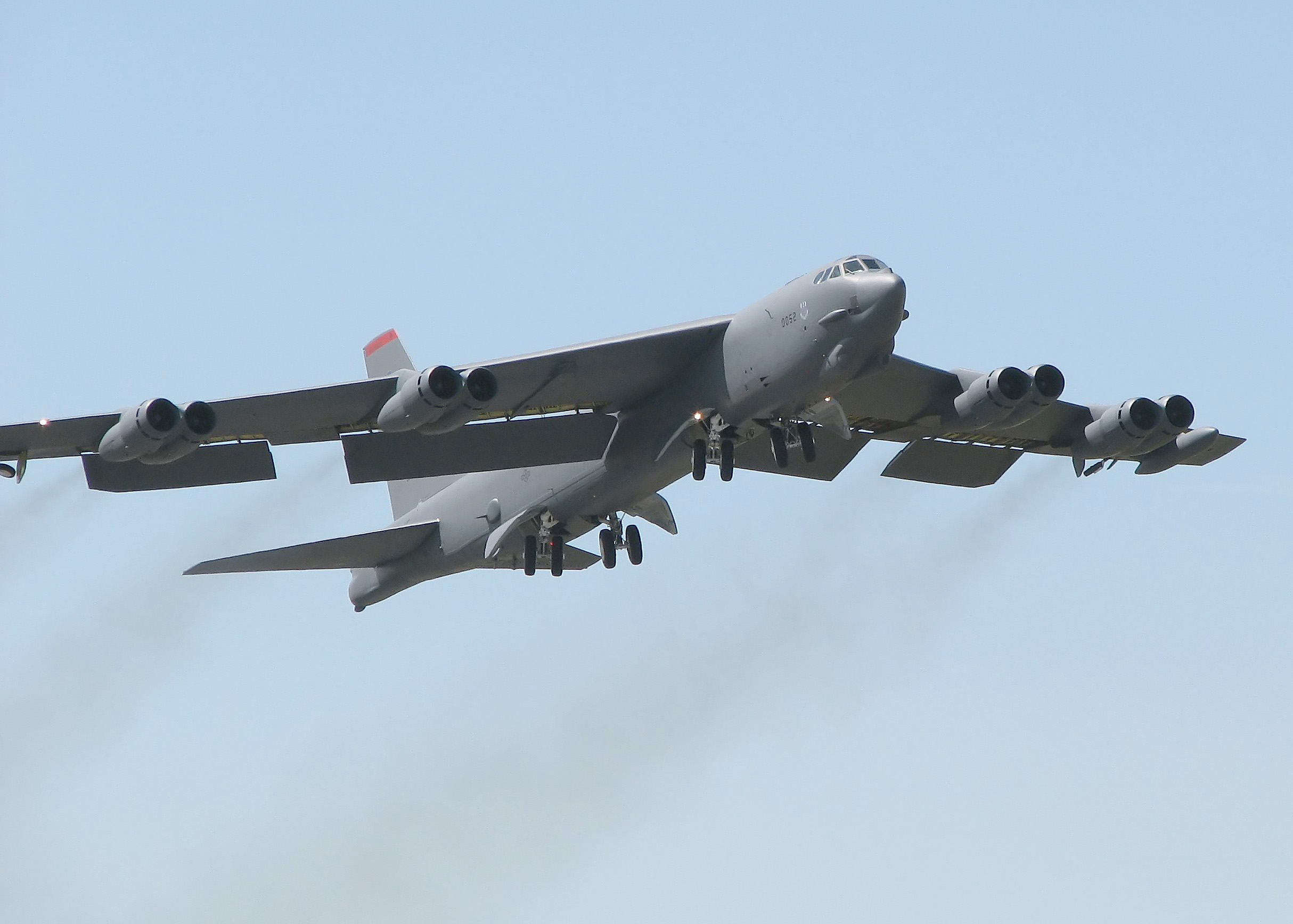
通常の機首上げ姿勢で離陸するB-52H

1992年5月17日のフェアチャイルド空軍基地の航空ショーでホランドは、再び展示飛行を行うB-52機の機長を務めた。展示飛行の最中にホランドの機は再び数度の低空での45°を越える急なバンク旋回、60°を越えると思われる機首上げでの急上昇後にウイングオーバー機動で〆るといった幾つかの安全規則違反を犯した。新しい航空団司令のMichael G. Ruotsala大佐は何の対処もしなかったらしい。1週間後に新しい副作戦指揮官（deputy commander for operations：DO）のCapotosti大佐は自身の判断でホランドに対しもしこれ以上の安全規則違反を犯すのであれば地上に降ろす（飛行資格を取り消す）と警告を申し渡した。しかし、大佐はホランドに対する警告を文書には残さず、正式な処分らしきものは課さなかった。
ホランドは、1993年4月14日と15日に太平洋のグアム近郊の爆撃演習場で行われた訓練に参加する2機編隊（2機のB-52）の編隊指揮官であった。この任務の間にホランドは自機を規則で定められた距離以上に僚機に接近させて飛行した。また航法士に爆弾倉から爆弾が投下される模様を機内からビデオ撮影するように依頼して再度規則違反を犯した。ホランドの航法士はこのビデオをフェアチャイルド空軍基地の3人の幹部に提出した。1人目の現在第325爆撃飛行隊の指揮官を務めるブロック中佐（Bullock）はこれに何の対処もせず、このビデオをブラックメールの材料として使い、航法士に航空団の作戦予定管理職への異動を受け入れさせようとさえしたらしい。2人目の副作戦飛行群指揮官（deputy operations group commander）ハーパー中佐（Harper）は航法士にこの証拠品を隠ぺいするように申し渡した。3人目の副作戦指揮官のこのビデオの報告を受けた時の第一声は「分かった。俺はこのビデオについては何も知りたくない。俺の知ったことか。」（"Okay, I don't want to know anything about that video—I don't care."）というものだったらしい。
1993年8月8日のフェアチャイルド空軍基地の航空ショーで、ホランドはまたも展示飛行を行うB-52機の機長であった。展示飛行の演目には再度45°を越える急なバンク旋回、低空航過、今度は80°を越える機首上げ姿勢での急上昇といったものが含まれていた。この上昇は主翼燃料タンクのベント穴から燃料が吹き出すほどに急なものだった。新しい航空団司令のジェームズ・M・リチャーズ准将（James M. Richards）と新しい副作戦指揮官ウィリアム・E・ペルラン大佐（William E. Pellerin）は2人ともこの展示飛行を見ていたが、どちらも何の行動も起こさなかった。
1994年3月10日、訓練用の軍需物資をヤキマ爆撃演習場に投下する模様を承認を受けたカメラマンが、記録映像におさめるためにホランドが単機の訓練飛行の機長を務めた。この区域の最低飛行高度は500 feet (150 m) AGLであったが、この飛行中、ホランドの機がある稜線の約30 feet (10 m)上を航過する姿が撮影された。身の危険を感じた撮影班は撮影を中止し、ホランド機が再度地表すれすれを航過してきたときに避難したが、この時の稜線と機体の開きは僅か3 feet (1 m)程であったと推測されている。ホランド機の副操縦士は、機体が稜線に突っ込まないように操縦桿を抑えており（機長と副操縦士の操縦桿は連動している）、その間に残り2名の搭乗員はホランドに向かって繰り返し「上昇！上昇！」と叫んでいた、と証言した。ホランドは笑いながら搭乗員の1人を「女々しい奴」（"a pussy"）と呼んでこれに応じた。

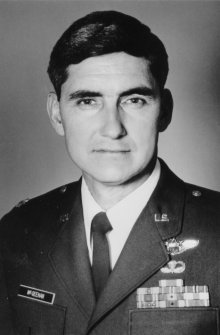
アメリカ空軍の爆撃飛行隊の指揮官であるマクギーハンは、自分が同乗するとき以外は部下がホランドと共に飛行することを許可しなかった。

飛行に同乗した搭乗員達は、以後2度とホランドと共に飛行はしないことを決意し、このインシデントを爆撃飛行隊上層部に報告した。飛行隊指揮官のマクギーハン中佐はこれをペルランに報告し、ホランドを飛行任務から外すように勧めた。ペルランはホランドと面談して口頭で叱責するとともに、このような行為を繰り返さないように警告したが、ホランドを飛行任務から外すことは拒否した。ペルランはこの問題について記録することも上層部への報告もしなかったため、上層部はこの件を知らないままであった。その後マクギーハンは部下の搭乗員を守るために以後の飛行でホランドが機長を務める場合は自身が副操縦士として同乗することに決めた。この事件の後でホランドとマクギーハンの間には、「少なからぬ敵対心」（"considerable animosity"）があったと示唆する証拠が残されている。
1994年のフェアチャイルド空軍基地の航空ショーを準備している時にホランドが再び展示飛行を行うB-52機の機長に任命された。1994年6月15日にホランドは新しい航空団長ウィリアム・ブルックス大佐（William Brooks）に計画している展示飛行の内容について説明を行った。ホランドの説明による展示飛行の演目には大バンク角旋回、低空航過、急角度上昇を含む数々の規則違反が混ざっていた。ブルックス大佐は、ホランドに展示飛行中は45°以上のバンク角、25°以上の機首上げを行わないように命じた。6月17日の最初のリハーサルでホランドは繰り返しこれらの命令に対する違反を犯したが、これを見ていたブルックス大佐は何の処置もとらなかった。ペルランはこの飛行でホランド機に同乗したが、ブルックス大佐に「演目はホランドにぴったりだ。非常に安全なようだし、安全係数以内に十分おさまっている。」（"the profile looks good to him; looks very safe, well within parameters."）と報告した。次の6月24日の練習飛行は墜落で幕を閉じた。

### その他の要因
ホランドが企画した展示飛行の演目にはフェアチャイルド空港管制塔回りの360°旋回が含まれていたが、それ以前の航空ショーでの展示飛行でホランドがこの機動を試みたことは無かった。最後の飛行でホランドは、一連の60°バンク旋回や68°機首上げ上昇といったブルックス大佐の命令に反することを実施したが、マクギーハンやウルフがこのホランドの機動の実施に干渉しようとしたという証拠はない。
6月17日の飛行が終了した段階では、元々はペルランがこの展示飛行で飛ぶことが予定されていたが、6月24日の飛行に乗機できなくなったためにウルフが代替搭乗員に選ばれた。だが、この変更の通知があまりに急だったためにウルフは飛行前のブリーフィングにも出席できず、乗機したのもエンジンが始動した後であった。それ故にウルフは、予定される展示飛行の演目について知らなかったうえに離陸前に何らかの異議を唱える機会も無かった。
事故機に搭乗していた4名全員が事故当月には、僅かな時間しか飛行していなかった。失速に陥った場合の標準的な回復手順をとっていなかったことは、この事故機の搭乗員達が激突の寸前まで機体が失速していることに気付いていなかったらしいことを示している。事故調査報告書では、適切な失速回復手順がとられていたとしてもおそらく地面に激突するのを避けられるほどの高度の余裕は無かったであろうと述べている。
事故4日前の6月20日に情緒的な障害を持つ元USAF勤務のディーン・メルバーグ（Dean Mellberg）がフェアチャイルドの病院に侵入、銃を発砲して5名を殺害しそれより多くの人を負傷させた末に空軍警備隊員により殺されるという事件があった。この犯罪は、これ以後しばらくの間フェアチャイルドの住民にとって重大な動揺の種となっていた。

### 結論
事故調査委員会は墜落に至った一連の事象は主に、ホランドの人柄と素行、ホランドが関わった以前の事件に対するUSAF幹部の対応の遅れや不適切な対応、事故機の最後の飛行中の一連の出来事と搭乗員の対応という要素に起因していると結論付けた。B-52機を安全に運航する手順を遵守するようにという命令に対するホランドの無視と、上級将校によるホランドに対する厳格で首尾一貫した適切な対処の欠如が、ホランドの最後の飛行での管制塔回りの低速で大バンク角の360°旋回に至る危険な操縦を許したと信じられた。
ホランドの最後の飛行では、新たな演目の追加（管制塔回りの360°旋回）、ウルフ大佐を欠いた不適切な飛行前ブリーフィング、4日前の基地での銃撃事件による混乱といったその他の環境因子が、ホランドの安全を無視した危険な領域での操縦と相まって、墜落を誘発するのに適した状況を生み出した。USAFの事故調査報告書によると最終的な要因は、10-ノット (19 km/h)の風とこの風が地面に対して意図した飛行経路を飛ぶために要求する機動に与えた影響であった。

## 影響
1995年5月19日にUSAFの軍法会議で、ペルランは墜落に至らしめる要因の一つとなった職務怠慢と対処行動の欠如という2つの訴因で有罪を申し渡され、5か月間給与から$1,500の減給と文書による戒告という処分を受けた。USAFは、墜落に至る過程に関与したその他の士官達が如何なる管理上の懲罰処分が科せられたかどうかということは発表しなかった。USAFの安全記録を批評する者は、この事故はUSAF内部の安全手順の強化に関連する問題の類型の一例であると述べた。
事故調査でこの手の墜落事故の再発を防ぐための手続きや施策は既にあるらしいということが分かったが、この事故が発生したという事実は少なくとも一つの実例として既存の安全施策とその実施が甚だ不適切であったことを示していた。どのような時でも、既存の安全施策と安全手順に背いた者への矯正の堅持の重要性を再度力説して、USAFは急いでこの事故調査で判明したことを軍務全般に渡って周知した。しかし、このような方策は16年後のほぼ同じような状況下での事故の再発を防ぐことができなかった。2010年のアラスカでのC-17機の墜落事故ではアラスカ州のエルメンドルフ空軍基地で航空ショーの展示飛行の訓練を実施していた機体が離陸後間もなく墜落した。
現在では、このフェアチャイルド基地での墜落事故は軍民双方の航空業界でクルー・リソース・マネジメント教育における訓練教材として安全規則遵守の重要性を示す事例として扱われている。

### 印刷物
- Diehl, Alan E. (2003). Silent Knights: Blowing the Whistle on Military Accidents and Their Cover-Ups. Potomac Books. ISBN 1-57488-544-8
- Kern, Tony T. (1999). Darker Shades of Blue: The Rogue Pilot. McGraw-Hill Professional Publishing. ISBN 0-07-034927-4
- Piper, Joan L. (2001). Chain of Events: The Government Cover-up of the Black Hawk Incident and the Friendly-fire Death of Lt. Laura Piper. Brassey's. ISBN 1-57488-344-5
- United States Air Force (USAF) (1994). Summary of AFR 110-14 USAF Accident Investigation Board Report

### Web
- “Brigadier General Orin L. Godsey”. Air Force Link (1996年). 2007年2月15日時点のオリジナルよりアーカイブ。2007年2月16日閲覧。 – Biography of the USAF Chief of Safety who led the initial investigation into the mishap.
- “Brigadier General James M. Richards”. Air Force Link (1996年). 2007年2月15日時点のオリジナルよりアーカイブ。2007年2月16日閲覧。 – Biography of the Commander, 92nd Bomb Wing, Fairchild Air Force Base from August 1992 – August 1993
- “The Crash of 'Czar 52'”. Check-Six.com. 2007年5月13日時点のオリジナルよりアーカイブ。2013年6月30日閲覧。 – Contains video footage of the crash.
- Kern, Tony (1995年). “Darker Shades of Blue: A Case Study of Failed Leadership”. Neil Krey's CRM Developers Forum. 2007年2月16日時点のオリジナルよりアーカイブ。2007年3月1日閲覧。
- “Lt. Col. Mark C. McGeehan”. Lou Holtz/Upper Ohio Valley Hall of Fame (2000年). 2007年3月12日時点のオリジナルよりアーカイブ。2007年3月1日閲覧。
- Thompson, Mark (1995年5月29日). “Way, Way Off in the Wild Blue Yonder”. Time 2007年3月1日閲覧。
- “The Crash of Czar 52 at Fairchild AFB, WA, in 1994” (1994年6月24日). 2013年6月30日閲覧。 – Video of the crash
- “Nuclear Storage Site Linked to Plane Crash”. The New York Times. (1995年4月27日) 2008年1月7日閲覧。